# Podbrzezie Dolne
Podbrzezie Dolne (niem. Nieder Siegersdorf) – wieś w Polsce położona w województwie lubuskim, w powiecie nowosolskim, w gminie Kożuchów.
W latach 1975–1998 miejscowość administracyjnie należała do województwa zielonogórskiego.

## Nazwa
W księdze łacińskiej Liber fundationis episcopatus Vratislaviensis (pol. Księga uposażeń biskupstwa wrocławskiego) spisanej za czasów biskupa Henryka z Wierzbna w latach 1295–1305 miejscowość wymieniona jest w zlatynizowanej formie Zagardi villa.

## Historia
Pierwsza wzmianka o wsi pochodzi z 1349 roku. Wtedy to ówczesny właściciel, żagański mieszczanin Peter Unglowbe, który posiadał również Słocinę, część dochodów ze wsi Podbrzezie Dolne przekazywał na rzecz szpitala św. Ducha w Kożuchowie. Wieś powstała zapewne w czasie funkcjonowania kasztelani w Kożuchowie. Niewykluczone, że położona blisko grodu miejscowość była jedną ze wsi służebnych, których mieszkańcy świadczyli usługi na rzecz grodu. Prawdopodobnie już w średniowieczu wykształciły się dwie części wsi – dolna i górna (niem. Nieder- i Ober- Siegersdorf). Podbrzezie Dolne rozwinęło się przy starym trakcie do Głogowa, Górne natomiast przy drodze do Żagania. Na przestrzeni wieków wieś wielokrotnie zmieniała właścicieli a obie jej części podlegały podziałom na mniejsze majątki. Pierwsze wzmianki o Podbrzeziu (villa Segehardi) pojawiły się w 1295 r., właścicielem wsi był wtedy burgrabia (kasztelan) kożuchowski Dietrich von Pesna. Własnością kasztelanów kożuchowskich pozostawało Podbrzezie prawdopodobnie do połowy XIV w. W tym czasie doszło zapewne do podziału wsi – w 1349 r. jedna z jej części (Segehardisdorf) znajdowała się już w rękach wspomnianego żagańskiego mieszczanina Petera Unglowbe. Od tej pory coraz częściej jako właściciele Podbrzezia występowali przedstawiciele bogatego patrycjatu.

## Demografia
Liczba mieszkańców miejscowości w poszczególnych latach:
| Rok  | Liczba mieszkańców |
| ---- | ------------------ |
| 1998 | 396                |
| 2002 | 401                |
| 2009 | 497                |
| 2011 | 538                |
| 2021 | 742                |

Od 1998 do 2021 roku liczba osób zamieszkujących Podbrzezie Dolne wzrosła o 87,4%.

## Zabytki
Do wojewódzkiego rejestru zabytków wpisany jest:
- dom nr 2, szachulcowy, z połowy XIX wieku

inne zabytki:
- Dwór Schwerdtfegerów